# Genelia D'Souza
Pour les articles homonymes, voir D'Souza.
Genelia D'Souza, née le 5 août 1987 à Bombay (Maharashtra), est une actrice indienne, également mannequin.

## Biographie
Conjoint : Ritesh Deshmukh (depuis 2012)

## Filmographie

### Au cinéma
- 1999 : Maine Payal Hai Chhankai
- 2003 : Tujhe Meri Kasam : Anju
- 2003 : Boys : Harini
- 2003 : Satyam : Ankita
- 2004 : Aar Paar: The Judgement
- 2004 : Masti : Bindiya
- 2004 : Samba : Sandhya
- 2004 : Sye
- 2005 : Yeh Lo Main Haari Piya Remix
- 2005 : Naa Alludu : Gagana
- 2005 : Mission Vande Mataram
- 2005 : Jack N Jill
- 2005 : Sachein : Shalinii
- 2005 : Subhash Chandra Bose : Anitha
- 2006 : Happy : Madhumati
- 2006 : Raam
- 2006 : Bommarillu : Hasini
- 2006 : Chennai Kadhal : Narmada
- 2007 : Dhee : Pooja
- 2008 : Mr. Medhavi
- 2008 : Santhosh Subramaniyam : Hasini
- 2008 : Mere Baap Pehle Aap : Sheekha N. Kapoor
- 2008 : Ready : Pooja
- 2008 : Jaane Tu... Ya Jaane Na : Aditi Mahant
- 2009 : Sasirekha Parinayam : Sasirekha
- 2009 : Life Partner : Sanjana 'Sanju' Jugran / Sanjana K. Malhotra
- 2009 : Katha : Chitra
- 2010 : Chance Pe Dance : Tina Sharma
- 2010 : Uthama Puthiran : Pooja
- 2010 : Orange : Jaanu
- 2011 : Urumi : Arakkal Aysha
- 2011 : Force : Maya
- 2011 : Velayudham : Bharathi
- 2012 : Tere Naal Love Ho Gaya : Mini
- 2012 : Naa Ishtam
- 2014 : Jai Ho : Suman
- 2014 : Lai Bhaari : Girl in dreams
- Prochainement : Force 2 : Maya

## Récompenses et distinctions
- 2009 : nomination au Filmfare Awards South de la meilleure actrice pour son rôle dans Santhosh Subramaniyam